# Kurdiska biblioteket
Kurdiska biblioteket (nordkurdiska: Kitêbxaneya Kurdî; sydkurdiska: كتێبخانەی كوردی) invigdes den 10 oktober 1997 av dåvarande kulturministern Marita Ulvskog. Det blev världens första kurdiska bibliotek som grundades av Nedim Dagdeviren.
Biblioteket låg de första tio åren på Skeppsholmen, därefter flyttades biblioteket tillfälligt till stadsdelen Duvbo, belägen i Sundbybergs kommun.
Den 23 februari 2011 invigdes bibliotekets nuvarande lokaler i Alviks medborgarhus av dåvarande demokrati- och EU-ministern Birgitta Ohlsson.
I biblioteket rymmer cirka 13 000 böcker på nästan 30 olika språk, framförallt är det böcker på kurdiska.